# Conflito diplomático entre Costa Rica e Nicarágua em 2010-2013

O território em amarelo é a área que Nicarágua e Costa Rica reivindicam como seu território.

O conflito fronteiriço entre Costa Rica e Nicarágua de 2010-2013 é uma disputa que começou em outubro de 2010 em Isla Portillos (atualmente em disputa, apesar da soberania ser da Costa Rica), chamada pelos nicaraguenses, Harbour Head. Esta é uma ilha fluvial de aproximadamente 3 Km2, localizada imediatamente ao norte da também costarriquenha Isla Calero, em uma faixa de terra conhecida como "Finca Aragón".
Essa polêmica está diretamente relacionada a uma obra de dragagem por parte das autoridades nicaraguenses de uma seção na desembocadura do delta do rio San Juan da Nicarágua, sob responsabilidade do ex-comandante guerrilheiro Edén Pastora, que tem envolvido a presença militar nicaraguense nesta faixa de terra desde o início da disputa, porção de terra que ambos os países reivindicam como parte de seu próprio território.
O conflito é parte de uma longa história de disputas entre os dois países sobre a demarcação da fronteira e focou-se em temas que vão desde  acusações de invasão militar até danos ambientais a uma área de preservação ambiental, por parte da Costa Rica, até declarações, por parte das autoridades nicaraguenses, de que a Costa Rica tem a intenção de se expandir até o rio San Juan, ou que tudo é parte de uma conspiração internacional orquestrada pela Costa Rica e outros países latino-americanos para beneficiar o tráfico de drogas, algo que a "Nicarágua tenta impedir". Há um setor, entretanto, que vê a disputa simplesmente como uma "cortina de fumaça" política incentivada pelos governos de ambos os países para dissimular crises internas enfrentadas por seus governantes e ganhar popularidade na opinião pública.
Após mediação de José Miguel Insulza, Secretário-Geral da Organização dos Estados Americanos, e depois de uma resolução aprovada por 21 membros deste órgão hemisférico para tentar resolver o litígio, e que foi rejeitada pela Nicarágua, esse país anunciou que levaria a contenda ao Tribunal Internacional de Justiça de Haia, mas o caso acabou sendo suscitado pela Costa Rica nessa instância, que emitiu a primeira sentença da precaução em 8 de março de 2011, em meio a alegações de vitória por ambas as partes, porém ao ordenar a desmilitarização da área e também confiar a Costa Rica a proteção ambiental da região desfavorece as declarações iniciais da Nicarágua.